# Sunday Bloody Sunday
"Sunday Bloody Sunday" é uma canção da banda irlandesa U2. É a primeira faixa e terceiro single do álbum War, sendo lançada em 21 de março de 1983, na Alemanha e na Holanda. "Sunday Bloody Sunday" é conhecida pela sua batida militarista, guitarra dura, e harmonias melódicas. Uma das músicas mais abertamente políticas do U2, a letra descreve o horror sentido por um observador do chamado "conflito na Irlanda do Norte", com destaque no incidente do Domingo Sangrento em Derry, em que as tropas britânicas atiraram e mataram manifestantes de direitos civis. Junto com "New Year's Day", a canção ajudou o U2 a atingir um público mais amplo. Foi geralmente bem recebida pelos críticos quando o álbum foi lançado.
A canção ficou na posição de número #268 entre as 500 Melhores Canções de Todos os Tempos da revista Rolling Stone, em 2004. A revista britânica New Statesman classificou-a como uma das canções do "Top 20" das canções políticas.

## Paradas e posições
| Ano  | País                 | Melhor posição |
| ---- | -------------------- | -------------- |
| 1985 | Dutch Top 40         | 3              |
| 1983 | Billboard Top Tracks | 7              |